# (39728) 1996 WG
(39728) 1996 WG est un astéroïde de la ceinture principale d'astéroïdes découvert en 1996.

## Description
(39728) 1996 WG a été découvert le 17 novembre 1996 à Sudbury, dans le Massachusetts, aux États-Unis, par Dennis di Cicco.

### Caractéristiques orbitales
L'orbite de cet astéroïde est caractérisée par un demi-grand axe de 2,42 ua, un périhélie de 2,34 ua, une excentricité de 0,03 et une inclinaison de 5,39° par rapport à l'écliptique. Du fait de ces caractéristiques, à savoir un demi-grand axe compris entre 2 et 3,2 ua et un périhélie supérieur à 1,666 ua, il est classé, selon la JPL Small-Body Database, comme objet de la ceinture principale d'astéroïdes.

### Caractéristiques physiques
(39728) 1996 WG a une magnitude absolue (H) de 15,2 et un albédo estimé à 0,216.